# بيترو ستيلا
بيترو ستيلا (بالإيطالية: Simone Stella)‏ هو عازف هاربسكورد وملحن إيطالي، ولد في 10 يوليو 1981 في فلورنسا في إيطاليا.